# 東浦站
東浦站（日语：／ Higashiura eki */?）是位於愛知縣知多郡東浦町大字藤江字柳牛，東海旅客鐵道（JR東海）武豐線和衣浦臨海鐵道碧南線的車站。

## 概要
此站是武豐線的中途站之一，同時是衣浦臨海鐵道碧南線的起點車站，從此站延伸至碧南市內的碧南市站。當中碧南線是一條貨物鐵路線。JR東海是武豐線的第一種鐵道事業者，而日本貨物鐵道（JR貨物）是該線的第二種鐵道事業者，站內設施由JR東海擁有，站內沒有屬於JR貨物的設施。
車站位於東浦町內南部藤江地區，在町內4座車站中，此站最多人使用。於1930年代，線內開設了尾張生路站（日语：／）和藤江站（日语：／），後來於1944年（昭和19年）車站啟用時把上述兩站廢止。在1977年（昭和52年）碧南線駛入此站。

## 歷史
在東浦車站啟用前，於車站附近設有尾張生路站（距離大府起點6.0公里）和藤江站（距離大府起點7.2公里）。上述兩站在武豐線開設柴油列車班次時開設，尾張生路站在1933年（昭和8年）開設，藤江站在翌年1934年（昭和9年）開設。
關於藤江站。從前為了開設該站於1911年（明治44年）舉行了請願活動。在1929年（昭和4年），以商工會為中心組成了「藤江新站接地期成同盟會」。在1933年決定開設柴油列車班次時，其他地區包括藤江地區也有請願活動。東浦村（現時：東浦町）內的中部石濱地區，中南部生路地區和南部藤江地區也希望新設車站。結果在1933年12月於生路地區新設尾張生路站，藤江地區後來展出了請願活動，在1年後開設了藤江站。
在第二次世界大戰下，隨著戰局開始惡化，為了節約能源，武豐線進行車站整合。尾張生路站和藤江站成為了對象，兩站整合並新設東浦站。在1944年（昭和19年）11月車站啟用當時為旅客車站，在1947年（昭和22年）增設行李起卸業務，翌年1948年（昭和23年）增設貨物起卸服務。但是貨物起卸業務很快於1960年（昭和35年）結束，比武豐線其他車站較早終結。而行李起卸業務與其他車站相同時期於1984年（昭和59年）廢止。
在1977年（昭和52年），以東浦站為起點連接衣浦港東岸的貨物線——衣浦臨海鐵道碧南線啟用。在1987年（昭和62年）國鐵分割民營化後，此站由JR東海繼承，使此站由JR東海和衣浦臨海鐵道管轄。

### 年表
- 1933年12月7日：武豐線緒川至龜崎之間新設尾張生路站，該站為旅客車站[2][3]。
- 1934年8月22日：尾張生路至龜崎之間新設藤江站，該站為旅客車站[3]。
  - 當時，乘客於尾張生路站或藤江站只可來往東海道本線岡崎至岐阜之間各站、濱松站、豐橋站、蒲郡站，關西本線桑名站和四日市站[3]。
- 1939年7月21日：限制放寬，中央本線大曾根站、千種站和鶴舞站的旅客可來往上述兩站[3]。
- 1944年11月11日：東浦站啟用，同日尾張生路站和藤江站廢止。新站仍然為旅客車站，而乘車制限仍然繼續[3]。
- 1947年11月21日：開設行李起卸業務[4]。同時廢除旅客車站的限制[3]。
- 1948年10月1日：開設小型貨物和車載貨物起卸業務[3]。
- 1960年1月15日：終止貨物起卸業務[3]。
- 1977年5月25日：衣浦臨海鐵道碧南線開業。
- 1984年2月1日：終止行李起卸業務[3]。
- 1987年4月1日：隨國鐵分割民營化，車站由東海旅客鐵道（JR東海）營運。
- 1992年11月：開設綠色窗口[5]。
- 2001年：

- 2月11日：武豐線引入調度集中系統 (CTC) 。從前會從東浦站遠端操作武豐線的信號燈和轉轍器。
- 4月1日：隨著引入CTC，廢止站長。

- 2006年11月25日：此站開始可以使用IC卡「TOICA」。
- 2013年10月1日：引入「集中旅客服務系統」後，此站成為無人車站[9][10]。
- 2014年3月14日：無障礙工程完成，新的升降機和多功能廁所[11]。

## 車站構造
車站是一座地面車站，設有2面2線相對式月台，可進行列車交會。碧南線路軌在南邊分支，路軌連接1、2號月台。在單線的武豐線上，此站可進行列車交會。車站大樓位於1號月台側。
此站是由大府站管理的無人車站。曾經此站為業務委託車站，當時設有綠色窗口。JR東海在2013年10月1日起，於線內6個車站（包括此站）引入「集中旅客服務系統」，增設自動售票機和自動閘機，以遠端方法管理車站，當日起車站無人化。

### 月台
| 月台 | 路線   | 上下行 | 方向             |
| ---- | ------ | ------ | ---------------- |
| 1    | 武豐線 | 上行   | 大府、名古屋方向 |
| 2    | 武豐線 | 下行   | 武豊方向         |

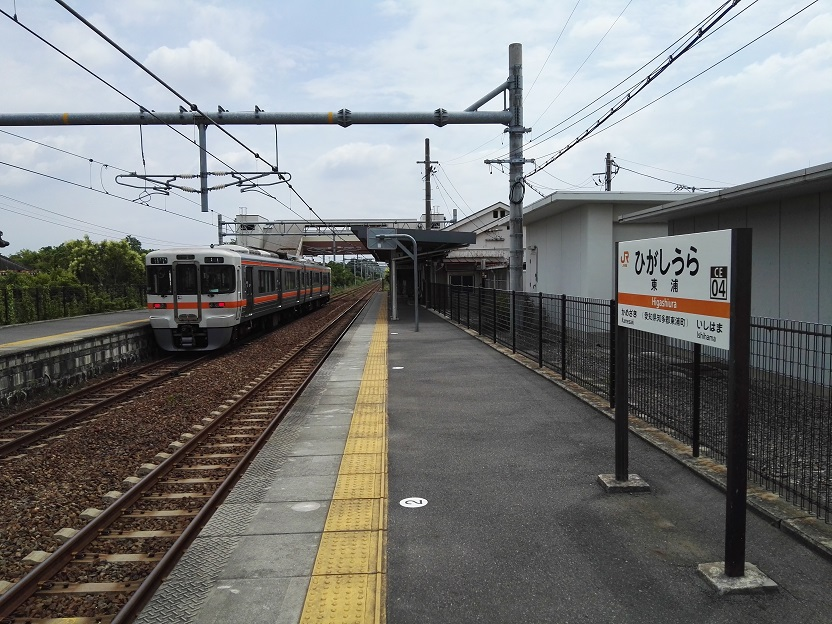
月台
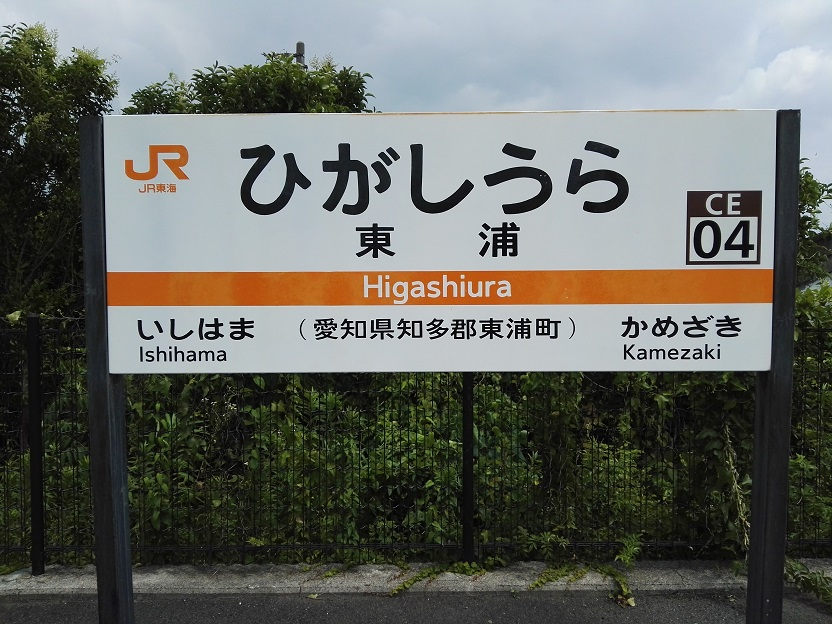
站名牌
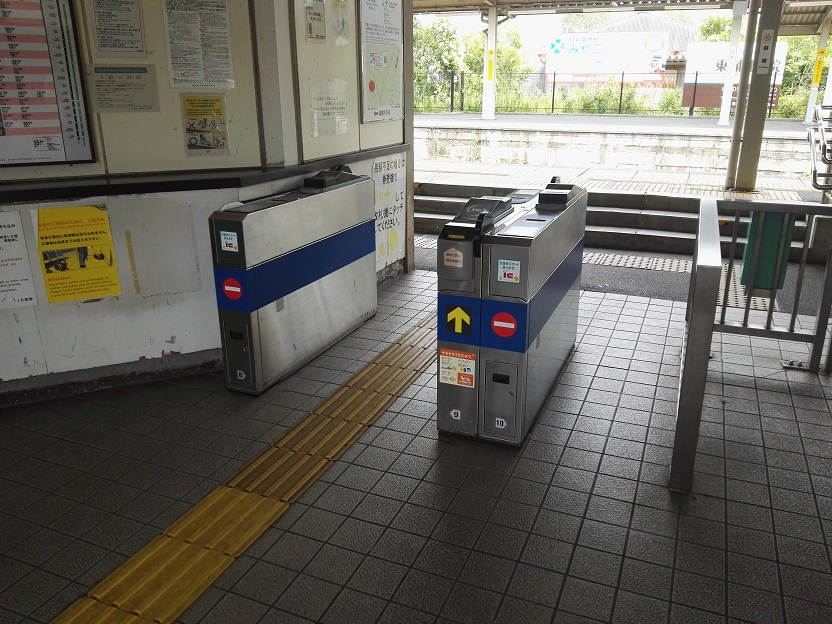
閘機

## 使用狀況

### 旅客
根據「愛知縣統計年鑑」和「知多半島之統計」，以下為1日平均乘車人次列表：
| 1日平均乘車人次變化 | 1日平均乘車人次變化 | 1日平均乘車人次變化      |
| 年度                | 乘車人次            | 參考資料、備註           |
| ------------------- | ------------------- | ------------------------ |
| 1950年度            | 951人               | [ 統計 1 ]               |
| 1951年度            | 1,106人             | [ 統計 2 ]               |
| 1952年度            | 1,118人             | [ 統計 3 ]               |
| 1953年度            | 1,093人             | [ 統計 4 ]               |
| 1954年度            | 1,058人             | [ 統計 5 ]               |
| 1955年度            | 1,046人             | [ 統計 6 ]               |
| 1956年度            | 1,178人             | [ 統計 7 ]               |
| 1957年度            | 1,313人             | [ 統計 8 ]               |
| 1958年度            | 1,312人             | [ 統計 9 ]               |
| 1959年度            | 1,342人             | [ 統計 10 ]              |
| 1960年度            | 1,501人             | [ 統計 11 ]              |
| 1961年度            | 1,409人             | [ 統計 12 ]              |
| 1962年度            | 1,342人             | [ 統計 13 ]              |
| 1963年度            | 1,383人             | [ 統計 14 ]              |
| 1964年度            | 1,313人             | [ 統計 15 ]              |
| 1965年度            | 1,389人             | [ 統計 16 ]              |
| 1966年度            | 1,405人             | [ 統計 17 ]              |
| 1967年度            | 1,307人             | [ 統計 18 ]              |
| 1968年度            | 1,181人             | [ 統計 19 ]              |
| 1969年度            | 1,050人             | [ 統計 20 ]              |
| 1970年度            | 1,011人             | [ 統計 21 ]              |
| 1971年度            | 950人               | [ 統計 22 ]              |
| 1972年度            | 891人               | 1950年度以後為最少人使用 |
| 1973年度            | 1,053人             | [ 統計 24 ]              |
| 1974年度            | 1,180人             | [ 統計 25 ]              |
| 1975年度            | 1,263人             | [ 統計 26 ]              |
| 1976年度            | 1,301人             | [ 統計 27 ]              |
| 1977年度            | 1,312人             | [ 統計 28 ]              |
| 1978年度            | 1,280人             | [ 統計 29 ]              |
| 1979年度            | 1,308人             | [ 統計 30 ]              |
| 1980年度            | 1,217人             | [ 統計 31 ]              |
| 1981年度            | 1,160人             | [ 統計 32 ]              |
| 1982年度            | 1,135人             | [ 統計 33 ]              |
| 1983年度            | 1,174人             | [ 統計 34 ]              |
| 1984年度            | 1,104人             | [ 統計 35 ]              |
| 1985年度            | 1,089人             | [ 統計 36 ]              |
| 1986年度            | 1,025人             | [ 統計 37 ]              |
| 1987年度            | 959人               | [ 統計 38 ]              |
| 1988年度            | 1,017人             | [ 統計 39 ]              |
| 1989年度            | 1,101人             | [ 統計 40 ]              |
| 1990年度            | 1,294人             | [ 統計 41 ]              |
| 1991年度            | 1,495人             | [ 統計 42 ]              |
| 1992年度            | 1,591人             | [ 統計 43 ]              |
| 1993年度            | 1,610人             | [ 統計 44 ] [ 統計 45 ]  |
| 1994年度            | 1,666人             | [ 統計 46 ] [ 統計 45 ]  |
| 1995年度            | 1,688人             | [ 統計 47 ] [ 統計 45 ]  |
| 1996年度            | 1,702人             | [ 統計 48 ] [ 統計 49 ]  |
| 1997年度            | 1,620人             | [ 統計 50 ] [ 統計 49 ]  |
| 1998年度            | 1,572人             | [ 統計 51 ] [ 統計 52 ]  |
| 1999年度            | 1,548人             | [ 統計 53 ] [ 統計 54 ]  |
| 2000年度            | 1,557人             | [ 統計 54 ]              |
| 2001年度            | 1,558人             | [ 統計 54 ]              |
| 2002年度            | 1,566人             | [ 統計 55 ]              |
| 2003年度            | 1,572人             | [ 統計 55 ]              |
| 2004年度            | 1,583人             | [ 統計 55 ]              |
| 2005年度            | 1,639人             | [ 統計 56 ]              |
| 2006年度            | 1,686人             | [ 統計 56 ]              |
| 2007年度            | 1,757人             | [ 統計 56 ]              |
| 2008年度            | 1,800人             | [ 統計 57 ]              |
| 2009年度            | 1,766人             | [ 統計 57 ]              |
| 2010年度            | 1,779人             | [ 統計 57 ]              |
| 2011年度            | 1,772人             | [ 統計 58 ]              |
| 2012年度            | 1,772人             | [ 統計 59 ]              |
| 2013年度            | 1,854人             | [ 統計 59 ]              |
| 2014年度            | 1,859人             | [ 統計 60 ]              |
| 2015年度            | 1,922人             | [ 統計 61 ]              |
| 2016年度            | 1,926人             | 1950年度以後為最多人使用 |
| 2017年度            | 1,880人             | [ 統計 63 ]              |
| 2018年度            | 1,881人             | [ 統計 63 ]              |
| 2019年度            | 1,897人             | [ 統計 64 ]              |

### 貨物
以下為1950年度起，直至貨物起卸廢止1959年度前的貨物取扱量（發送、到達公噸數）列表。
在1954年度的起卸量比較多，當年半數的到達貨物為礫石和水泥。
| 貨物起卸量變化            | 貨物起卸量變化 | 貨物起卸量變化 |
| 年度                      | 發送           | 到達           |
| ------------------------- | -------------- | -------------- |
| 1950年度                  | 2,588t         | 8,836t         |
| 1951年度                  | 2,934t         | 9,655t         |
| 1952年度                  | 1,049t         | 7,267t         |
| 1953年度                  | 1,905t         | 6,317t         |
| 1954年度                  | 993t           | 22,284t        |
| 1955年度                  | 830t           | 4,483t         |
| 1956年度                  | 1,152t         | 7,151t         |
| 1957年度                  | 1,932t         | 5,345t         |
| 1958年度                  | 332t           | 4,544t         |
| 1959年度                  | 673t           | 4,288t         |
| ※參考資料與乘車人次相同。 |                |                |

### 行李
以下為1972年度起，直至行李起卸廢止1983年度前的貨物取扱量（發送、到達數量）列表。
| 行李取扱量變化            | 行李取扱量變化 | 行李取扱量變化 |
| 年度                      | 發送           | 到達           |
| ------------------------- | -------------- | -------------- |
| 1972年度                  | 2,730個        | 4,827個        |
| 1973年度                  | 2,508個        | 5,509個        |
| 1974年度                  | 2,659個        | 504個          |
| 1975年度                  | 2,179個        | 576個          |
| 1976年度                  | 2,026個        | 654個          |
| 1977年度                  | 2,079個        | 812個          |
| 1978年度                  | 2,109個        | 1,764個        |
| 1979年度                  | 2,148個        | 2,059個        |
| 1980年度                  | 2,116個        | 2,065個        |
| 1981年度                  | 1,483個        | 2,072個        |
| 1982年度                  | 753個          | 1,885個        |
| 1983年度                  | 381個          | 1,189個        |
| ※參考資料與乘車人次相同。 |                |                |

## 停靠列車
所有列車停靠東浦站。在2018年3月時間表修正前，快速列車會停靠此站。

## 車站周邊
愛知縣知多郡東浦町內設有「AEON Mall東浦」，但是該商場位於町內另一車站——緒川站。
- 島村（日语：しまむら）東浦店
- 衣浦港（日语：衣浦港）
- LIXIL常滑東工場東浦製造所
- 國道366號（日语：国道366号）（師崎街道）

## 巴士路線
西側站前設有「東浦站」巴士站。停靠該巴士站的路線包括東浦町運行巴士。
車站西邊設有「東浦站」巴士站，停靠該站為東浦町運行巴士。在町內以緒川站中心的巴士路線共有4條，當中一條線的部分班次途經此站與町內南邊的平池台（平池台線）。
在2016年3月31日前，知多巴士設有巴士路線連接此站經乙川站前前往知多半田站，巴士路線名稱為有脇線。2016年3月31日後路線縮短至行走知多半田站至知多康復醫院前之間。

## 相鄰車站
東海旅客鐵道（JR東海）
 武豐線
■區間快速、■普通
石濱（CE03）－東浦（CE04）－龜崎（CE05）
衣浦臨海鐵道
碧南線
東浦－碧南市

## 注腳

### 統計
1. ↑  《愛知縣統計年鑑》昭和27年度刊，326頁
2. ↑  《愛知縣統計年鑑》昭和28年度刊，310頁
3. ↑  《愛知縣統計年鑑》昭和29年度刊，329頁
4. ↑  《愛知縣統計年鑑》昭和30年度刊，305頁
5. ↑  《愛知縣統計年鑑》昭和31年度刊，303頁
6. ↑  《愛知縣統計年鑑》昭和32年度刊，319頁
7. ↑  《愛知縣統計年鑑》昭和33年度刊，335頁
8. ↑  《愛知縣統計年鑑》昭和34年度刊，379頁
9. ↑  《愛知縣統計年鑑》昭和35年度刊，292頁
10. ↑  《愛知縣統計年鑑》昭和36年度刊，260頁
11. ↑  《愛知縣統計年鑑》昭和37年度刊，324頁
12. ↑  《愛知縣統計年鑑》昭和38年度刊，296頁
13. ↑  《愛知縣統計年鑑》昭和39年度刊，298頁
14. ↑  《愛知縣統計年鑑》昭和40年度刊，262頁
15. ↑  《愛知縣統計年鑑》昭和41年度刊，239頁
16. ↑  《愛知縣統計年鑑》昭和42年度刊，262頁
17. ↑  《愛知縣統計年鑑》昭和43年度刊，192頁
18. ↑  《愛知縣統計年鑑》昭和44年度刊，196頁
19. ↑  《愛知縣統計年鑑》昭和45年度刊，204頁
20. ↑  《愛知縣統計年鑑》昭和46年度刊，228頁
21. ↑  《愛知縣統計年鑑》昭和47年度刊，237頁
22. ↑  《愛知縣統計年鑑》昭和48年度刊，217頁
23. ↑  《愛知縣統計年鑑》昭和49年度刊，214頁
24. ↑  《愛知縣統計年鑑》昭和50年度刊，221頁
25. ↑  《愛知縣統計年鑑》昭和51年度刊，225頁
26. ↑  《愛知縣統計年鑑》昭和52年度刊，217頁
27. ↑  《愛知縣統計年鑑》昭和53年度刊，231頁
28. ↑  《愛知縣統計年鑑》昭和54年度刊，233頁
29. ↑  《愛知縣統計年鑑》昭和55年度刊，221頁
30. ↑  《愛知縣統計年鑑》昭和56年度刊，227頁
31. ↑  《愛知縣統計年鑑》昭和57年度刊，239頁
32. ↑  《愛知縣統計年鑑》昭和58年度刊，223頁
33. ↑  《愛知縣統計年鑑》昭和59年度刊，223頁
34. ↑  《愛知縣統計年鑑》昭和60年度刊，241頁
35. ↑  《愛知縣統計年鑑》昭和61年度刊，235頁
36. ↑  《愛知縣統計年鑑》昭和62年度刊，223頁
37. ↑  《愛知縣統計年鑑》昭和63年度刊，223頁
38. ↑  《愛知縣統計年鑑》平成元年度刊，225頁
39. ↑  《愛知縣統計年鑑》平成2年度刊，223頁
40. ↑  《愛知縣統計年鑑》平成3年度刊，225頁
41. ↑  《愛知縣統計年鑑》平成4年度刊，229頁
42. ↑  《愛知縣統計年鑑》平成5年度刊，221頁
43. ↑  《愛知縣統計年鑑》平成6年度刊，221頁
44. ↑  《愛知縣統計年鑑》平成7年度刊，239頁
45. 1 2 3  《知多半島之統計》平成9年版，47頁
46. ↑  《愛知縣統計年鑑》平成8年度刊，241頁
47. ↑  《愛知縣統計年鑑》平成9年度刊，243頁
48. ↑  《愛知縣統計年鑑》平成10年度刊，241頁
49. 1 2  《知多半島之統計》平成11年版，47頁
50. ↑  《愛知縣統計年鑑》平成11年度刊，241頁
51. ↑  《愛知縣統計年鑑》平成12年度刊，239頁
52. ↑  《知多半島之統計》平成12年版，47頁
53. ↑  《愛知縣統計年鑑》平成13年度刊，240頁
54. 1 2 3  《知多半島之統計》平成15年版，47頁
55. 1 2 3  《知多半島之統計》平成18年版，115頁
56. 1 2 3  《知多半島之統計》平成21年版，43頁
57. 1 2 3  《知多半島之統計》平成24年版，43頁
58. ↑  《知多半島之統計》平成25年版，43頁
59. 1 2  《知多半島之統計》平成27年版，43頁
60. ↑  《知多半島之統計》平成28年版，43頁
61. ↑  《知多半島之統計》平成29年版，43頁
62. ↑  《知多半島之統計》平成30年版，43頁
63. 1 2  《知多半島之統計》令和元年版，43頁
64. ↑  《知多半島之統計》令和2年版，43頁